# Dreamland (닥터 후)
Dreamland (드림랜드)는 영국의 SF 드라마 <닥터 후> 뉴 시즌을 원작으로 한 애니메이션 연속극이다. 2005년 뉴 시즌 부활 이래 두 번째로 제작된 애니메이션이기도 하다. 데이비드 테넌트가 10대 닥터의 성우를 맡았다.
총 6화로 구성된 시리얼 (여러 화로 나뉜 에피소드)이며 2009년 11월 21일부터 BBC의 레드 버튼 서비스 (양방향 시청 서비스), 닥터 후 공식 홈페이지, BBC iPlayer를 통해 매일 한편씩 공개되었다. 이후 2009년 12월 5일 BBC Two와 BBC HD에서 전편이 방영되었다.

## 줄거리

### 1화
어느 한 우주선이 또다른 한 쌍의 우주선의 추격을 따돌리려다 격추된다. 우주선이 추락한 곳은 1947년 6월 13일 미국 뉴멕시코주 로스웰 인근이었다. 그로부터 11년 뒤, 네바다주 드라이스프링스의 한 식당에 타디스가 등장한다. 그곳에서 닥터는 캐시 라이스와 아메리카 원주민 지미 스토킹울프를 만난다.
닥터는 옛날에 발견된 외계인의 부품을 소닉 드라이버를 이용해 조사한다. 부품이 활성화되었음을 감지한 두 명의 맨 인 블랙이 현장에 나타나 문제의 부품을 내놓으라 요구한다. 닥터 일행은 현장에서 빠져나와 지미가 보았다는 "우주 괴물"을 조사하러 나선다. 그 괴물은 바이퍼록스 (Viperox)의 전함이었으며, 현장에 도착한 미 공군 헬리콥터의 로켓에 맞아 파괴되었다. 이윽고 군인들이 나타나 닥터 일행을 51구역 (일명 드림랜드)으로 연행해 간다. 드림랜드의 스타크 대령은 닥터 일행을 감금한 뒤 기억을 잃게 만드는 가스를 살포한다. 닥터는 방에서 탈출해 가스 살포를 멈추고 캐시, 지미와 함께 환기구를 통해 탈출한다. 경보음이 울리는 사이 닥터 일행은 실험실로 달려가 그곳에 붙잡혀 있던 회색 외계인을 찾는다. 자신들을 뒤쫓는 경비원들을 따돌리기 위해 엘리베이터를 탄 닥터 일행은 그 엘리베이터 위에서 다시 붙잡히고 만다. 스타크 대령은 아즐록 경이라는 바이퍼록스의 우두머리와 한통속이었음이 밝혀진다.

### 2화
닥터와 캐시, 지미는 1947년에 추락한 것과 비슷한 모양의 우주선이 있는 격납고에 갇힌다. 닥터는 우주선을 조종하여 탈출, 전투기 두 대의 추격으로부터 빠져나가려 애쓰다 솔리튜드라는 버려진 광산 마을 인근에 추락한다. 버려진 건물을 탐험하던 지미는 바이퍼록스에게 붙잡혀 바닥 구멍 속으로 끌려들어간다. 지미를 뒤쫓아간 닥터와 캐시가 목격한 것은 아즐록 경. 본인에 관한 정보를 알아내기 위해 지미를 심문하는 것을 지켜보던 닥터는 숨어있던 곳에서 나와 아즐록 경과 대적한다. 아즐록 경은 자신이 '우리와 같은 부류의 적'을 찾고 있을 뿐이라고 밝힌다. 닥터는 바이퍼록스가 노리는 것의 정체를 추정해보려 하지만, 캐시가 나서 지미를 풀어주고 석유 램프로 불을 지펴 탈출을 시도한다. 그 다음 순간 닥터 일행은 바이퍼록스의 수많은 알을 우연히 발견한다. 그곳에는 알을 낳고 있던 거대한 바이퍼록스 여왕이 있었고, 머지않아 닥터 일행을 추격하던 바이퍼록스들이 덤벼든다.

### 3화
닥터와 캐시, 지미는 광산 철도 카트를 타고 광산 터널을 거쳐 지상으로 탈출한다. 수레가 갱도를 빠져나오자, 세 사람을 맞이한 것은 드레드 씨와 '그림자 연합' (Alliance of Shades)의 안드로이드였다. 이윽고 지미의 할아버지 나이트 이글이 등장해 안드로이드 네 명을 파괴한다. 나이트 이글은 사실 외계인을 일찍부터 잘 알고 있었다. 나이트 이글과 함께 닥터 일행이 향한 곳은 또다른 동굴로, 리베시 만틸락스 (Rivesh Mantilax)라는 이름의 회색 외계인이 숨어 살고 있었다. 리베시 만틸락스는 자기 뱅성들이 몇 년 전에 바이퍼록스에 맞서 싸웠다가 패배했던 이야기를 들려준다. 이야기를 마치자 갑자기 스타크 대령이 동굴로 들어온다. 스타크 대령은 닥터에게 외계인의 위치를 군대에 알려줘서 고맙다며 세상을 구했다고 말한다.

### 4화
스타크 대령은 이들을 51구역으로 데려간다. 나이트 이글은 "스타크 같은 남자는 세상을 구하지 못한다. 그들이 아는 것은 파괴뿐이야"라고 경계한다. 리베시 만틸락스는 아내 세루바 벨라크 (Seruba Velak)와 재회한다. 맨 처음에 식당에서 발견됐던 외계 부품은 사실 바이퍼록스를 파괴하기 위해 리베시 만틸락스가 직접 설계한 유전자 무기로 밝혀졌다. 이 무기는 리베시 만틸락스의 DNA를 인식해야만 사용할 수 있으며, 다른 존재를 공격하기 위해서 코드를 변경할 수 있는 유일한 장치이기도 하므로 아즐록 경이 노리고 있었던 것이었다. 스타크 대령 역시 소련을 파괴하기 위해 장치를 재프로그래밍 하려고 하지만 이를 용납할 수 없었던 닥터는 무기를 빼앗아 도망친다. 스타크 대령과의 치열한 추격전을 벌이던 닥터는 지붕 위로 올라갔다 궁지에 몰린다.
닥터는 아즐록 경과 바이퍼록스와 손을 잡는 것은 분명 재앙으로 이어질 것이라고 경고한다. 실제로 바이퍼록스는 이미 기술적으로 우수한 종족 출신인 리베시와 세루바를 생포했고, 미군이 그것을 뛰어넘을 리는 만무하므로, 언젠가는 스타크 대령을 배신하고 지구도 정복할 것이라는 이야기였다. 이 말을 들은 스타크 대령은 아즐록 경을 체포하라는 명령을 내리지만, 아즐록 경은 바이퍼록스가 '너희 세계를 갈가리 찢어버릴 것이다'라는 말을 남기며 탈출해 버린다.

### 5화
닥터와 스타크 대령은 리베시, 세루바가 있던 방으로 달려간다. 그곳에서 세루바가 리베시를 안고 있는 것을 발견한다. 세루바는 아즐록 경이 리베시를 해치는 바람에 죽어가고 있다고 실토한다. 리베시를 살리려면 우주선 안에 있는 것을 꺼내와야 한다고 밝히지만, 스타크 대령은 우주선 안에서 발견되는 것이라면 무엇이든 51구역의 금고로 옮겨놓았으며, 그곳에서 무언가가 풀리는 바람에 한동안 접근이 이뤄지지 않았다고 밝힌다. 그 길로 닥터와 캐시, 지미, 세루바, 스타크는 51구역으로 향한다. 닥터는 지미와 캐시에게 드라이 스프링스에 착륙해둔 타디스를 찾아달라고 부탁한다. 그 사이, 바이퍼록스의 은신처로 간 아즐록 경은 바이퍼록스 여왕이 새로 부화한 새끼들을 지상에 풀어놓아 마을 전체를 파괴하고 있었다. 타크 대령은 바이퍼록스가 마을을 공격하고 있다는 보고를 받고, 바이퍼록스를 처단하기 위해 탱크를 동원하라고 명령한다.
금고 안에 들어간 닥터와 세루바는 리베시를 살릴 장치를 찾기 시작한다. 닥터는 집단정신을 형성하는 육식성 외계 종족인 '스코르피우스 파리' (Skorpius Flies)와 마주친다. 세루바는 리베시를 되살릴 수 있는 장치를 찾았다고 닥터에게 외친다. 스코르피우스 파리들을 피해 도망치던 닥터와 세루바는 어느 나무상자 속에 숨어 든다. 닥터는 나무상자 속에서 밖으로 나가기까지 몇 걸음을 걸어야 하는지 계산한다. 둘은 파리들이 알아차리지 못하도록 상자 안에 숨은 채로 금고 밖으로 무사히 빠져나간다. 한편 캐시와 지미는 타디스를 픽업 트럭에 실어 운전하다가 땅속에서 튀어나온 바이퍼록스와 마주치고 만다.

### 6화
바이퍼록스가 쫓아오자 지미는 방향을 틀어 차를 몰고 간다. 머리 위를 날아다니던 바이퍼록스 위에 헬리콥터가 나타나 무기를 발사한다. 같은 시각 기지에 나타난 아즐록 경이 스타크 대령에게 닥터가 어디에 있는지 진실을 밝히라고 하자 스타크 경은 우리가 지고 있다는 사실에 언짢아한다. 금고에서 탈출한 닥터와 세루바는 지프차를 몰고 기지로 향한다. 기지 안으로 어떻게 들어갈지 걱정하던 닥터 앞에 지미와 캐시가 타디스를 가지고 나타난다. 타디스를 탄 닥터 일행은 51구역 내 리베시가 죽어가던 방으로 향한다. 죽음을 앞둔 아슬아슬한 시간, 세루바는 리베시를 되살려 낸다. 닥터가 리베시에게 무기 활성화를 요청하자, 리베시는 바이퍼록스를 무찌를 생각에 즐거워한다. 그러나 닥터는 바이퍼록스를 전부 멸종시켜 버릴 생각이 아니라면 장치를 폭파시키지는 말라고 경고한다. 단호한 복수를 바라는 리베시였지만 결국 닥터를 믿기로 하고, 닥터는 그 누구도 특정 종족을 멸종시킬 힘을 갖고 있어선 안 된다고 말한다. 리베시는 다시 살아나게 해 준 것에 보답하기 위해 닥터에게 무기를 믿고 맡기기로 한다. 닥터는 무기를 소닉 드라이버로 조정한 뒤 타디스로 달려가 케이블을 꺼낸다.
그 순간 아즐록 경이 나타나 타디스 입구에서 지미를 인질로 잡고, 닥터가 무기를 가동하면 지미를 죽여버리겠다고 위협한다. 닥터는 감히 그럴 순 없을 것이라며 바이퍼록스는 평화를 사랑하는 종족이 되리라고 장담한다. 아즐록 경이 헛소리라며 지미를 죽이려 들자, 닥터는 타디스 콘솔의 케이블을 무기에 연결하고, 귀청이 터질 듯한 음파를 해당 지역에 있는 모든 바이퍼록스를 대상으로 방출한다. 그런 다음 닥터는 바이퍼록스에게 지구를 떠나 절대 돌아오지 말라고 명령한다. 분노한 아즐록 경은 닥터도 때가 찾아올 것이라고 저주하지만, 닥터는 이를 무시한다. 결국 아즐록과 바이퍼록스들은 항복을 선언하며 지구에서 도망친다. 닥터는 바이퍼록스가 다시 들이닥칠 경우를 대비하여 스타크 대령에게 무기를 맡기고, 스타크 대령은 이번 사건에 대해 침묵하라고 경고한다. 닥터는 캐시와 지미에게 바이퍼록스가 엉망으로 만들어 놓고 간 흔적들을 수습해 달라고 부탁한다. 타디스가 떠나고, 캐시와 지미는 손을 잡는다.

## 제작

### 출연진
- 닥터 - 데이비드 테넌트
- 캐시 라이스 - 조지아 모펫
- 지미 스토킹울프 - 팀 하워
- 스타크 대령 - 스튜어트 밀리건
- 사루바 벨라크 - 리사 보워맨
- 리베시 만티락스 - 니컬러스 로
- 아즐록 경 - 데이비드 워너

### 캐스팅
캐시 라이스 역의 조지아 모팻은 2008년 닥터후 시즌 4 "The Doctor's Daughter" (닥터의 딸)에서 제니 역으로 출연했다. 1981년부터 1984년까지 5대 닥터를 연기한 피터 데이비슨의 실제 딸이며, 10대 닥터 역의 데이비드 테넌트와 결혼했다. 이후 오디오 드라마 <Red Dawn>에서 타냐 웹스터 (Tanya Webster) 역을 맡아, 5대 닥터 역의 아버지 데이비슨과 함께 출연했으며, 10대 닥터의 오디오북 <Snowglobe 7>의 해설을 맡기도 했다.
사루바 벨라크 역의 리사 보워맨은 1989년 닥터후 올드 시즌의 마지막 시리얼이었던 <Survival>에서 치타 퍼슨 카라 (Cheetah Person Karra) 역으로 출연한 적이 있다. 1998년부터 빅 피니시 프로덕션의 닥터후 오디오 드라마 시리즈와 기타 오디오극에서 버니스 서머필드 역으로 출연하고 있다.
아즐록 경을 맡은 베테랑 배우 데이비드 워너도 빅피니시 오디오극 출연자로서 닥터 후 언바운드 2편, <Sympathy for the Devil>, <Masters of War>에서 제3의 닥터를 연기한 적이 있으며 상술한 버니스 서머필드가 등장하는 여러 오디오극에도 출연한 바 있다.
스타크 대령 역의 스튜어트 밀리건은 2011년 닥터 후 시즌 6에서 "The Impossible Astronaut"과 "Day of the Moon" 편에서 리처드 닉슨 미 대통령 역으로 출연한다. "Day of the Moon" 편의 경우 제51구역이 다시 무대로 등장한다.

## 평가
평가는 호불호가 갈린다. SFX 매거진은 이야기는 높이 평가했지만 애니메이션이 딱딱한 점은 실망스럽다고 리뷰했다. "1년간 이어지는 닥터 후 스페셜 기간에 소개된 이 작은 보석은 실사판만큼 특별히 여겨질 만하다. CG 애니메이션은 점잖게 표현하면 그냥 그랬다. 하지만 <Dreamland>는 화려한 비주얼보다 괜찮은 스토리가 더 중요하다는 오래된 격언의 완벽한 예"라고 평했다.